# Люденшайд
Люденшайд (нім. Lüdenscheid) — місто в Німеччині, знаходиться в землі Північний Рейн-Вестфалія. Підпорядковується адміністративному округу Арнсберг. Входить до складу району Меркіш.
Площа — 86,73 км2. Населення становить 71 911 ос. (станом на 31 грудня 2020).